# Гайдамака Дмитро Абрамович
Дмитро Абрамович Гайдамака  (справжнє прізвище Вертепов) (26 січня (7 лютого) 1864, станиця Луковська, Ставропольська губернія, Російська імперія] — 9 травня 1936, Дніпропетровськ) — український актор, режисер і антрепренер.
Один з учнів та соратників Марка Кропивницького. Сценічну діяльність розпочав 1891 року. У 1897 — 1927 роках — керівник і актор українських труп; гастролював по багатьох містах України і Росії. Працював в Дніпропетровському українському драматичному театрі. Ролі у виставах («Суєта», «Дві сім'ї»); постановки («Галька», «Сирітка Хася»). Дружиною Гайдамаки була українська акторка Шостаківська Юлія Степанівна.
Артисти трупи Гайдамаки виступали у Баку, Батумі, Бендерах, Білостоку, Вільно, Владикавказі, Воронежі, Житомирі, Катеринодарі, Києві, Кутаїсі, Москві, Новоросійську, Одесі, Пензі, Петербурзі, Ростові-на-Дону, Ставрополі.
1905 року першим почав друкувати афіші і програми українською мовою.
За часів кар'єри неодноразово отримував запрошення працювати актором на російській сцені, але не залишив український театр.
Після встановлення радянської влади працював у театрах Донецька та Слов'янська.
Останні два роки життя грав на сцені Дніпропетровського українського драматичного театру.
Його онук Петро Павлович Оссовський — народний художник СРСР, лауреат Державної премії СРСР, лауреат міжнародної премії ім. М. Шолохова, дійсний член Російської академії мистецтв, один з засновників «суворого стилю» в мистецтві.